# Maria Regina Lobo Leite Figueiredo
Maria Regina Lobo Leite Figueiredo (Rio de Janeiro, 5 de junho de 1938  — Rio de Janeiro, 29 de março de 1972), filha de Cecília Lisbôa Lobo e de Álvaro Lobo Leite Pereira foi uma pedagoga e guerrilheira brasileira, integrante da organização Vanguarda Armada Revolucionária Palmares (VAR-Palmares), que participou da luta armada para combater a ditadura militar brasileira (1964-1985). 
Morreu após confronto com agentes do governo no bairro de Quintino, cidade do Rio de Janeiro, aos 33 anos, no episódio conhecido como Chacina de Quintino.

## Biografia
Carioca, quinta de seis filhos de um médico pesquisador do Instituto Oswaldo Cruz, Álvaro Lobo Leite Pereira, e de uma assistente social do INAMPS, Cecília Lisbôa Lobo .
Ela realizou o ensino primário e o ensino secundário no Colégio Sacré-Coeur de Jésus. Maria Regina também fez o ensino científico nos colégios Resende e Aplicação.
Maria Regina integrou a Juventude Universitária Católica e era formada em Psicologia pela Faculdade Nacional de Filosofia (FNFi) da Universidade do Brasil, no Rio de Janeiro.
Foi casada com Raimundo Gonçalves Figueiredo, um dos autores do Atentado do Aeroporto dos Guararapes em 1966, morto em 27 de abril de 1971, deixando duas filhas menores. Os dois haviam se conhecido em Recife, depois da permanência de Regina em Morros, cidade do interior do Maranhão, onde por mais de dois anos realizou trabalho de educadora através do Movimento de Educação de Base (MEB), apoiado pela Igreja Católica. Na época, ela o marido militavam na Ação Popular (AP) e trabalhavam num projeto junto à Fundação Nacional do Índio (Funai) para a educação de índios no Paraná. Após a morte de Raimundo, mudou-se de volta para o Rio de Janeiro.
Quando morreu aos 33 anos, as filhas de Maria Regina, Isabel e Iara tinham 3 e 4 anos, respectivamente.

## Vida Política
Maria Regina foi uma integrante da organização Vanguarda Armada Revolucionária Palmares (VAR-Palmares), mesma organização integrada pela ex-presidente Dilma Rousseff, participando da luta armada contra a ditadura militar brasileira (1964-1985). 
O Grupo foi formado em 1969 a partir da junção entre a Vanguarda Popular Revolucionária (VPR) e o Comando de Libertação Nacional (COLINA) diante das perseguições policiais de entidades e personalidades que se posicionavam contra o regime político da época.
Com a perseguição da polícia, o VAR-Palmares terminou com seus líderes mortos: Carlos Alberto Soares de Freitas e Mariano Joaquim da Silva. Além disso, o episódio conhecido como Chacina de Quintino, também acarretou com a morte de três integrantes da organização, dentre eles Maria Regina Lobo Leite Figueiredo.

## Morte
Maria Regina Lobo Leite Figueiredo faleceu aos 33 anos no dia 29 de março de 1972 no Rio de Janeiro. O episódio que levou a sua morte é conhecido como Chacina de Quintino.
O relato da Delegacia de Ordem e Política Social (DOPS) contesta que agentes policiais foram recebidos à bala ao adentrarem na casa localizada na zona norte do Rio de Janeiro onde os militantes se organizavam e reagiram por legítima defesa. Neste dia, morreram além de Maria Regina, dois outros companheiros do movimento. Todavia, novos documentos organizados pela Comissão da Verdade ao serem comparados com os laudos médicos concluem que não existiam resquícios de pólvora nas mãos dos estudantes, invalidando o argumento de que receberam as autoridades a tiros.
Segundo o Grupo Tortura Nunca Mais, ela foi ferida quando a casa em que se encontrava foi invadida por agentes do DOI/CODI-RJ no dia 29 de março de 1972. Com ela encontravam-se Lígia Maria Salgado Nóbrega e Antônio Marcos Pinto de Oliveira, todos mortos após a operação. O corpo de Maria Regina chegou ao Instituto Médico Legal como desconhecida, vindo da Avenida Suburbana, n° 8985, casa 72, bairro de Quintino (RJ), com a justificativa de ter sido morta em tiroteio. Testemunhas porém afirmam que, após ser baleada, ela foi levada para o DOI-CODI, onde veio a morrer horas depois, tendo inclusive sido levada para o Hospital Central do Exército.
Sua necrópsia, feita em 30 de março de 1972 pelos Drs. Eduardo Bruno e Valdecir Tagliari, confirma a versão oficial. Foi identificada nesse mesmo dia 30, através de ficha do Instituto de Identificação Félix Pacheco/RJ. Maria Regina foi reconhecida por suas irmãs Maria Eulália, Maria Alice e Maria Augusta, em 7 de abril de 1972, e sepultada no dia seguinte no Cemitério São João Batista. Fotos e laudo de perícia de local (n° 1884/72 e Ocorrência n° 264/72) feitas pelo Instituto de Criminalística Carlos Éboli - ICCE/RJ, mostram o corpo de Maria Regina baleado.
O jornal Correio da Manhã, de 6 de abril de 1972, publicou a notícia de sua morte, sob o título “Terroristas Morrem em Tiroteio: Quintino”. Ao lado de sua foto, dá o nome de outra morta política, Ranúsia Alves Rodrigues. O chamado "Livro Negro" do Exército identifica Maria Regina como sendo a responsável pelo setor de imprensa da VAR-Palmares no Rio de Janeiro, que produzia o jornal União Operária.
Os restos mortais da guerrilheira chegaram ao Instituto Médico Legal (IML) como um corpo desconhecido no dia 30 de março de 1972, porém sua família só teve conhecimento de sua morte no dia 5 de abril daquele ano e ela foi enterrada no cemitério São João Batista, na cidade do Rio de Janeiro.

### Chacina do Quintino
A "Chacina do Quintino" como ficou conhecida, foi um edipódio ocorrido em 29 de março de 1972 quando quatro jovens da VAR-Palmares, sendo Antônio Marcos Pinto de Oliveira, Maria Regina Lobo Leite de Figueiredo e Lígia Maria Salgado Nóbrega.  O grupo estava reunido na casa casa número 72 do bairro de Quintino, zona Norte do Rio de Janeiro. Na época, após o acontecimento, a versão oficial foi declarada na Delegacia de Ordem Política e Social (DOPS) como sendo um acontecimento em que os agentes da área de Segurança Nacional foram recebidos à balas ao tentar entrar no "aparelho subversivo" - a casa, e, em legítima defesa revidaram deixando três mortos no local, duas mulheres e um homem.  Após 41 anos, a ação dos militares foi investigada e, a partir de arquivos, foi descoberta como uma chacina, sendo oficializada e reconhecida como a "Chacina do Quintino". 
O presidente da Comissão Estadual da Verdade no Rio de Janeiro (CEV), Wadih Damous  alega que os indícios são veementes e que todo o conjunto probatório mostra um cenário de execução, contando inclusive com elementos até de tortura antes das execuções. "De acordo com laudos da época, não havia resquício de pólvora nas mãos nem nos dedos dos militantes. O relato oficial é o de que houve troca de tiros, e eles teriam sido mortos em confronto. Isso não se confirma. Há evidências, hematomas pelos corpos, inclusive mãos esmagadas, o que pode demonstrar que levaram coronhadas de armas pesadas." Afirmou ele para reportagem da Gazeta do Povo.

### Laudo posterior da morte
Em 2013, o setor carioca da Comissão da Verdade fez novas investigações sobre o caso. Documentos em arquivos públicos foram vasculhados, seus integrantes foram a Quintino ouvir testemunhas da época, solicitaram peritos de  Brasília e conseguiram o depoimento de um especialista que, em 1972, examinou os corpos no IML. De acordo com este especialista, não havia qualquer vestígio de pólvora nas mãos dos mortos, o que colocou por terra a versão do governo de que havia ocorrido um tiroteio com a morte dos guerrilheiros. A execução dos três, foi então reconhecida oficialmente pela Comissão e permitiu aos parentes das vítimas entrarem com ações contra o Estado por assassinato. 